# Straßburger Post
Die Straßburger Post war eine deutschsprachige Zeitung, die zweimal täglich erschien.
Die „Straßburger Post“ wurde 1882 als Ableger bzw. Tochterblatt der „Kölnischen Zeitung“ vom Verleger August Neven DuMont gegründet und hatte als Zielsetzung, die Förderung des Deutschtums in Elsaß-Lothringen zu unterstützen. Sie galt seinerzeit als das angesehenste politische Blatt des Reichslandes und erschien im Verlag M. DuMont Schauberg in Straßburg und Köln. Die Zeitung galt als freikonservativ und wurde oft als „Professorenblatt“ apostrophiert. Die Auflage lag Anfang des 20. Jahrhunderts bei 8.500 Exemplaren; erster verantwortlicher und langjähriger Chefredakteur war von 1882 bis 1908 Pascal David (1850–1908).
Letzter Erscheinungstag war der 21. November 1918.

## Digitalisierung
- Jg. 1882, 1914–1918 Gallica